# Universidade Petrobras
A Universidade Petrobras (UP) é uma universidade corporativa destinada à formação e capacitação de empregados da Petrobras. Suas atividades abrangem áreas como engenharia, tecnologia e gestão, oferecendo cursos técnicos e de pós-graduação voltados exclusivamente para seus profissionais.

## Histórico
A Universidade Petrobras (UP) foi fundada em 2000 com o objetivo de atender às necessidades específicas da Petrobras, consolidando as iniciativas de treinamento e capacitação da empresa. No entanto, suas origens remontam a 1954, com a criação do Centro Nacional de Aperfeiçoamento e Pesquisas do Petróleo (CENAP), que foi o precursor das atividades de formação de profissionais para a companhia.
Em agosto de 2023, a UP passou por uma reestruturação significativa, tornando-se vinculada à Diretoria de Assuntos Corporativos da Petrobras. Atualmente, sua estrutura centraliza as atividades de treinamento e desenvolvimento de competências, abrangendo tanto as áreas tradicionais da indústria de óleo e gás quanto novas frentes, como energias renováveis, transformação digital e outros desafios estratégicos para a Petrobras.

## Programas de capacitação
A Universidade Petrobras oferece três modalidades principais de capacitação para seus empregados:
- Cursos de Formação: voltados para novos empregados de nível médio e superior, esses cursos são um pré-requisito para o início das atividades na companhia.[6][7]
- Pós-graduação Lato Sensu: credenciados pelo Ministério da Educação (MEC), incluem especializações como Engenharia Submarina e Engenharia de Petróleo.[8]
- Formação Contínua: oferece cursos personalizados de curta e longa duração para empregados em diferentes estágios da carreira.

## Indicadores e resultados
Em 2023, a UP realizou milhares de cursos presenciais e à distância, com alta participação de empregados e novos contratados. Desde sua reestruturação, formou mais de mil especialistas em áreas críticas para a companhia, contribuindo diretamente para o desenvolvimento de competências técnicas e estratégicas.

## Infraestrutura e polos
A Universidade Petrobras conta com polos de formação distribuídos em diferentes estados do Brasil:
- Edifício Horta Barbosa (EDIHB) – Rio de Janeiro.
- Centro de Pesquisas e Desenvolvimento Leopoldo Américo Miguez de Mello (CENPES) – Ilha do Fundão, Rio de Janeiro.[9]
- Edifício Torre Pituba – Salvador, Bahia.[10][11]
- Edifício Sede Rio Grande do Norte (EDIRN) – Natal, Rio Grande do Norte.[12][13]